# Mi niña mujer
«Mi niña mujer» es una canción del grupo mexicano Los Ángeles Azules. La canción se estrenó por primera vez a fines del año 1996, para el álbum Como te voy a olvidar de los Ángeles Azules, siendo el tercer sencillo del disco. Una nueva versión en colaboración con el dúo estadounidense Ha*Ash, se estrenó el 5 de agosto de 2016 como el segundo sencillo del álbum De plaza en plaza (2016).

## Antecedentes y lanzamiento
La canción escrita por Jorge Mejía Avante, fue estrenada por primera vez como sencillo en 1996, para el álbum de estudio Como te voy a olvidar de Los Ángeles Azules, siendo interpretada por el vocalista Carlos Becies. En el año 2014, la canción fue regrabada con el vocalista Roberto Ismael Rodríguez, para su álbum Viernes cultural.

## Versión con Ha*Ash
Una nueva versión, está vez en colaboración con el dúo estadounidense Ha*Ash, fue producida por Camilo Lara y se estrenó como el segundo sencillo del disco De plaza en plaza el 5 de agosto de 2016.

### Vídeo musical
El vídeo junto al dúo Ha*Ash se estrenó el 5 de agosto de 2016. Bajo la dirección de Diego Álvarez y la producción de Miguel Tafich y Sabú Avilés, el vídeo fue grabado el convento de San Miguel Arcángel de la ciudad de Maní, Yucatán. En él se ve a los integrantes del grupo junto al dúo interpretando la canción frente a un público, este clip fue grabado junto a la versión de ambos de «Perdón, perdón» grabada para el álbum Esto sí es cumbia (2018) del grupo mexicano. A marzo de 2020 el vídeo cuenta con 246 millones de reproducciones en la plataforma.

### Presentaciones en vivo
La canción fue interpretada por ambos artistas en los eventos Los 40 principales, y en el programa de televisión Va por ti de México en el año 2016.

### Posicionamiento en listas
| Listas (2016)                   | Mejor posición |
| ------------------------------- | -------------- |
| México (Mexico Airplay)         | 31             |
| México (Mexico Español Airplay) | 11             |